# ماريا بونيفي
ماريا بونيفي هي ممثلة سويدية ونرويجية، ولدت في 26 سبتمبر 1973 بفيستيروس في السويد.

## أعمال

### أفلام
- (1999) المحارب الثالث عشر[5]
- (2003) أنا ديفيد

## وصلات خارجية
- ماريا بونيفي على موقع IMDb (الإنجليزية)
- ماريا بونيفي على موقع قاعدة بيانات الأفلام العربية
- ماريا بونيفي على موقع ألو سيني (الفرنسية)
- ماريا بونيفي على موقع أول موفي (الإنجليزية)
- ماريا بونيفي على موقع قاعدة بيانات الأفلام السويدية (السويدية)
- ماريا بونيفي على موقع قاعدة بيانات الفيلم (الإنجليزية)
- ماريا بونيفي على موقع كينوبويسك (الروسية)